# Cees Egas

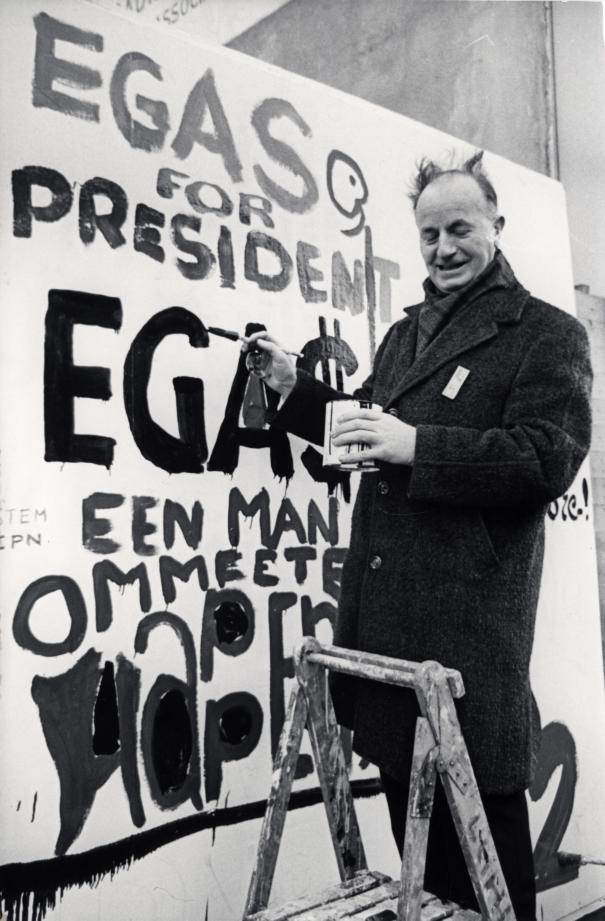
Cees Egas (1967)

Cornelis „Cees“ Egas (* 1. August 1913 in Holwerd, Noardeast-Fryslân, Provinz Friesland; † 21. Dezember 2001 in Alkmaar, Provinz Nordholland) war ein niederländischer Politiker der Sociaal-Democratische Arbeiderspartij (SDAP) und später der Partij van de Arbeid (PvdA), der unter anderem zwischen 1965 und 1966 im Kabinett Cals Staatssekretär im Ministerium für Kultur, Freizeit und Sozialhilfe war.

## Leben
Egas war der Sohn des Inhabers eines Landwirtschafts- und Viehzuchtbedarfshandels und einer Lehrerin für Hauswirtschaft an der Volkshochschule in Bakkeveen. Nach dem Ende der Schulausbildung begann er 1926 als 13-Jähriger seine berufliche Tätigkeit als Landarbeiter. In dieser Zeit begann auch sein Engagement als Mitglied der Arbeiterjugendzentrale AJC (Arbeiders Jeugd Centrale). 1931 trat er der Sociaal-Democratische Arbeiderspartij (SDAP) bei, der er bis zu deren Zusammenschluss mit dem Vrijzinnig Democratische Bond (VDB) und der Christelijk-Democratische Unie (CDU) zur Partij van de Arbeid (PvdA) am 6. Februar 1946 angehörte. Daneben besuchte er bis 1938 die Winter-Mittelschule für Landwirtschaft in Groningen. Er war zwischen 1941 und 1950 Landwirtschaftlicher Aufseher des Staatlichen Landwirtschaftsbetriebes in Noordoostpolder sowie im Anschluss von 1950 bis 1965 Landwirtschaftlicher Mitarbeiter der Wiardi-Beckman-Stiftung (WBS), der wissenschaftlichen Denkfabrik der PvdA. In dieser Zeit besuchte er bis 1953 auch die Mittelschule für Wirtschaft und Statistik.
Am 15. Juli 1952 wurde Egas als Kandidat der PvdA erstmals Mitglied der Zweiten Kammer der Generalstaaten und gehörte dieser bis zum 10. Mai 1965 an. In der 21. Legislaturperiode fungierte er vom 2. Oktober 1963 bis zum 11. Mai 1965 als Vorsitzender des Ständigen Kammerausschusses für Fischerei. Während dieser Zeit war er zwischen dem 6. März und dem 10. Mai 1965 Mitglied des Parteivorstandes der PvdA. Am 27. April 1962 wurde ihm das Ritterkreuz des Orden vom Niederländischen Löwen verliehen.
Am 10. Mai 1965 wurde er von Ministerpräsident Jo Cals zum Staatssekretär im Ministerium für Kultur, Freizeit und Sozialhilfe (Staatssecretaris van Cultuur, Recreatie en Maatschappelijk Werk) in dessen Regierung berufen und bekleidete dieses Amt bis zum 22. November 1966. Er war in dieser Funktion insbesondere für Sozialhilfe verantwortlich. Egas wurde am 5. Dezember 1966 Kommandeur des Orden von Oranien-Nassau.
Als Kandidat der PvdA wurde Egas am 23. Februar 1967 erneut Mitglied der Zweiten Kammer der Generalstaaten, der er nunmehr bis zum 7. Dezember 1972 angehörte. In dieser 22. und 23. Legislaturperiode war er vom 1. März 1967 bis zum 7. Dezember 1972 Vize-Vorsitzender des Ständigen Kammerausschusses für Kultur, Freizeit und Sozialhilfe. Zugleich war er vom 25. November 1967 bis zum 6. März 1969 abermals Mitglied des Parteivorstandes der PvdA. Nach seinem Ausscheiden aus dem Parlament besuchte er zwischen 1973 und 1976 Studiengänge für kulturelle Anthropologie, Soziologie, Psychologie und Philosophie an der Vrije Universiteit Amsterdam.

## Veröffentlichungen
- De Duivel is Oud, 1975
- Onze toekomst. Tien vragen over welzijn, 1993